# Minh Đài
Minh Đài là một xã thuộc huyện Tân Sơn, tỉnh Phú Thọ, Việt Nam.
Xã Minh Đài có diện tích 18,75 km², dân số năm 1999 là 5339 người, mật độ dân số đạt 285 người/km².